# Алтырка
Алтырка — посёлок в Варненском районе Челябинской области России. Входит в состав Покровского сельского поселения.
Посёлок основан в 1930-х годах при совхозной ферме.

## География
Расположен в восточной части района, вблизи государственной границы с Республикой Казахстан. Расстояние до районного центра села Варна 25 км.

## Население
| 2002 | 2010 |
| ---- | ---- |
| 365  | ↘283 |

### Историческое население
В 1938 — 221, в 1970 — 441, в 1983 — 228, в 1995 — 368.

## Улицы
- Мордовский переулок,
- Центральная,
- Школьная.

## Инфраструктура
- ООО «Покровское»,
- фельдшерско-акушерский пункт,
- библиотека.